# Afroedura granitica
Afroedura granitica (скельний гекон гранітний) — вид геконоподібних ящірок родини геконових (Gekkonidae). Ендемік Південно-Африканської Республіки. Описаний у 2014 році.

## Поширення і екологія
Гранітні скельні гекони мешкають в заповіднику Селаті, розташованому в провінції Лімпопо, у 30 км на південний захід від Пхалаборови. Вони живуть серед гранітних скельних виходів в сухій савані лоувельд. Зустрічаються на висоті від 600 до 800 м над рівнем моря.